# Pallavolo Piacenza 2008-2009
Questa voce raccoglie le informazioni riguardanti la Pallavolo Piacenza nelle competizioni ufficiali della stagione 2008-2009.

## Stagione
La stagione 2008-09 è per la Pallavolo Piacenza, sponsorizzata dalla Copra Nordmeccanica, la settima consecutiva in Serie A1; in panchina viene confermato l'allenatore Angelo Lorenzetti, mentre la rosa viene fortemente modificata: alla conferma di giocatori come Hristo Zlatanov, Marco Meoni, Novica Bjelica e João Paulo Bravo, si aggiungono i neoacquisti Guillermo Falasca, Leonel Marshall, Michal Rak, Gianluca Durante e Christian Pampel, arrivato a campionato in corso; tra le cessioni quelli delle dei centrali Vigor Bovolenta e Paolo Cozzi, del libero Sérgio dos Santos e degli attaccanti Frantz Granvorka, Israel Rodríguez e Vencislav Simeonov.
Il campionato si apre con la vittoria contro il Sempre Volley, ma già nella giornata successiva arriva la prima sconfitta per mano della Callipo Sport, in casa; il resto del girone di andata è un'alternanza di risultati positivi e negativi, contrassegnati da tre successi consecutivi tra la quinta e la settima giornata e tra la decima e dodicesima giornata: il quarto posto in classifica al termine della prima parte del campionato consente alla squadra di qualificarsi per la Coppa Italia. Nelle prime sei gare del girone di ritorno la formazione piacentina perde una sola volta contro il Piemonte Volley: la regular season si conclude con due vittorie consecutive e il quinto posto in classifica che consente la partecipazione ai play-off scudetto. Nei quarti di finale la Pallavolo Piacenza supera in tre gare il Perugia Volley, accedendo quindi alle semifinali, contro l'Associazione Sportiva Volley Lube: dopo aver perso gara 1, vince sia gara 2 che gara 3, perdendo poi quella 4, ma riesce poi a vincere gara 5 in trasferta al tie-break, qualificandosi per la finale. L'ultimo atto di campionato vede la sfida con la Trentino Volley; anche in questo caso il club emiliano perde gara 1, ma vince le due successive, per poi perdere gara 4: la sfida decisiva è in casa del club trentino, il quale dopo essere stato in vantaggio di due set, cede i tre successivi, permettendo alla Pallavolo Piacenza di laurearsi per la prima volta nella sua storia campione d'Italia.
Il quarto posto al termine del girone di andata permette alla squadra di partecipare alla Coppa Italia; nel quarto di finale supera per 3-0 la Gabeca Pallavolo, accedendo quindi alla Final Fuor di Forlì: tuttavia la sconfitta in semifinale contro l'Associazione Sportiva Volley Lube, estromette la formazione piacentina dalla finale.
Il sesto posto in classifica e il raggiungimento della finale play-off nella Serie A1 2007-08, qualifica la Pallavolo Piacenza alla Champions League; la fase a gironi viene chiusa al primo posto nel proprio raggruppamento, ottenendo tutte vittorie ed una sola sconfitta: nei quarti di finale però risulta fatale la sfida contro il Klub Sportowy AZS Częstochowa Sportowa, il quale vince sia la gara di andata che quella di ritorno, estromettendo il club piacentino dalla competizione.

## Organigramma societario
Area direttiva
- Presidente: Guido Molinaroli
- Vice presidente: Stefano Gatti, Marco Pizzasegola
- Direttore generale: Vincenzo Cerciello

Area organizzativa
- Team manager: Paolo Maffi
- General manager: Giorgio Varacca
- Direttore sportivo: Boris Bondi
- Segreteria: Giovanni Malchiodi
- Segreteria amministrativa: Enrica Cò

Area tecnica
- Allenatore: Angelo Lorenzetti
- Allenatore in seconda: Giovanni Rossi
- Scout man: Matteo Pellizzoni
- Responsabile settore giovanile: Danilo Anelli, Lucia Favari

Area comunicazione
- Ufficio stampa: Giuseppe Pozzoli
- Responsabile comunicazione: Monica Uccelli

Area marketing
- Logistica: Michele Carra

Area sanitaria
- Medico: Umberto De Joannon
- Staff medico: Raffaele Conti
- Fisioterapista: Alessandro Russo, Marco Savino

## Rosa
| N° | Nome              | Ruolo | Data di nascita   | Nazionalità sportiva |
| -- | ----------------- | ----- | ----------------- | -------------------- |
| 1  | Federico Boschi   | P     | 24 agosto 1987    | Italia               |
| 1  | Guillermo Falasca | O     | 24 ottobre 1977   | Spagna               |
| 2  | Michal Rak        | C     | 14 agosto 1979    | Rep. Ceca            |
| 3  | Christian Pampel  | S     | 6 settembre 1979  | Germania             |
| 5  | Vito Insalata     | C     | 10 giugno 1977    | Italia               |
| 6  | Marco Meoni       | P     | 25 maggio 1973    | Italia               |
| 7  | Leonel Marshall   | S     | 25 settembre 1979 | Cuba                 |
| 8  | Michele Grassano  | S     | 22 maggio 1986    | Italia               |
| 9  | Dante Boninfante  | P     | 7 marzo 1977      | Italia               |
| 10 | Marco Zingaro     | L     | 9 aprile 1982     | Italia               |
| 11 | Hristo Zlatanov   | S     | 21 aprile 1976    | Italia               |
| 12 | Gianluca Durante  | L     | 28 agosto 1976    | Italia               |
| 13 | João Paulo Bravo  | S     | 7 gennaio 1979    | Brasile              |
| 14 | Lorenzo Ollari    | S     | 24 maggio 1988    | Italia               |
| 16 | Christian Dünnes  | S     | 16 giugno 1984    | Germania             |
| 18 | Novica Bjelica    | C     | 9 febbraio 1983   | Serbia               |

## Mercato
| Acquisti | Acquisti          | Acquisti      | Acquisti   |
| R.       | Nome              | da            | Modalità   |
| -------- | ----------------- | ------------- | ---------- |
| P        | Federico Boschi   | Fiorenzuola   | definitivo |
| S        | Christian Dünnes  | Loreto        | definitivo |
| L        | Gianluca Durante  | Loreto        | definitivo |
| O        | Guillermo Falasca | LIG Greaters  | definitivo |
| S        | Michele Grassano  | Molfetta      | definitivo |
| C        | Vito Insalata     | Callipo       | definitivo |
| S        | Leonel Marshall   | M. Roma       | definitivo |
| S        | Christian Pampel  | Gazprom-Jugra | definitivo |
| C        | Michal Rak        | Taranto       | definitivo |
| L        | Marco Zingaro     | Oderzo        | definitivo |

| Cessioni | Cessioni           | Cessioni        | Cessioni   |
| R.       | Nome               | a               | Modalità   |
| -------- | ------------------ | --------------- | ---------- |
| C        | Vigor Bovolenta    | Perugia         | definitivo |
| C        | Paolo Cozzi        | Callipo         | definitivo |
| L        | Sérgio dos Santos  | Banespa         | definitivo |
| L        | Andrea Frazzi      | Panellīnios     | definitivo |
| S        | Frantz Granvorka   | Prisma Taranto  | definitivo |
| O        | Marcel Gromadowski | Zinella Bologna | definitivo |
| S        | Israel Rodríguez   | Prisma Taranto  | definitivo |
| O        | Vencislav Simeonov | Callipo         | definitivo |

## Risultati

### Serie A1

#### Girone di andata
| 1ª giornata - 28 settembre 2008 PalaFabris, Padova                 | Sempre Padova    | 0 - 3 | Piacenza       | 23-25, 18-25, 21-25               |
| 2ª giornata - 5 ottobre 2008 PalaBanca, Piacenza                   | Piacenza         | 2 - 3 | Callipo        | 23-25, 29-27, 23-25, 25-19, 13-15 |
| 3ª giornata - 13 ottobre 2008 PalaVerde, Villorba                  | Treviso          | 2 - 3 | Piacenza       | 23-25, 21-25, 21-25, 25-20, 12-15 |
| 4ª giornata - 20 ottobre 2008 PalaBreBanca, Cuneo                  | Piemonte         | 3 - 0 | Piacenza       | 25-16, 26-24, 28-26               |
| 5ª giornata - 26 ottobre 2008 PalaBanca, Piacenza                  | Piacenza         | 3 - 0 | Modena         | 25-19, 25-23, 25-18               |
| 6ª giornata - 2 novembre 2008 PalaGalassi, Forlì                   | Forlì            | 0 - 3 | Piacenza       | 21-25, 23-25, 17-25               |
| 7ª giornata - 8 novembre 2008 PalaBanca, Piacenza                  | Piacenza         | 3 - 0 | Perugia        | 25-23, 25-19, 29-27               |
| 8ª giornata - 16 novembre 2008 PalaTrento, Trento                  | Trentino         | 3 - 0 | Piacenza       | 25-15, 25-20, 40-38               |
| 9ª giornata - 24 novembre 2008 PalaBanca, Piacenza                 | Piacenza         | 1 - 3 | Gabeca         | 26-24, 24-26, 22-25, 22-25        |
| 10ª giornata - 30 novembre 2008 PalaMaggetti, Roseto degli Abruzzi | Pineto           | 1 - 3 | Piacenza       | 24-26, 16-25, 26-24, 23-25        |
| 11ª giornata - 7 dicembre 2008 PalaBanca, Piacenza                 | Piacenza         | 3 - 0 | Prisma Taranto | 25-15, 25-21, 25-21               |
| 12ª giornata - 14 dicembre 2008 PalaOlimpia, Verona                | BluVolley Verona | 2 - 3 | Piacenza       | 21-25, 22-25, 25-21, 25-22, 14-16 |
| 13ª giornata - 21 dicembre 2008 PalaBanca, Piacenza                | Piacenza         | 2 - 3 | Lube           | 25-23, 23-25, 25-23, 22-25, 13-15 |

#### Girone di ritorno
| 14ª giornata - 28 dicembre 2008 PalaBanca, Piacenza       | Piacenza       | 3 - 1 | Sempre Padova    | 25-14, 19-25, 26-24, 25-22        |
| 15ª giornata - 3 gennaio 2009 PalaValentia, Vibo Valentia | Callipo        | 1 - 3 | Piacenza         | 26-28, 19-25, 25-23, 22-25        |
| 16ª giornata - 6 gennaio 2009 PalaBanca, Piacenza         | Piacenza       | 3 - 1 | Treviso          | 20-25, 25-22, 25-20, 25-22        |
| 17ª giornata - 11 gennaio 2009 PalaBanca, Piacenza        | Piacenza       | 0 - 3 | Piemonte         | 23-25, 23-25, 24-26               |
| 18ª giornata - 18 gennaio 2009 PalaPanini, Modena         | Modena         | 1 - 3 | Piacenza         | 25-20, 20-25, 21-25, 21-25        |
| 19ª giornata - 25 gennaio 2009 PalaBanca, Piacenza        | Piacenza       | 3 - 0 | Forlì            | 25-22, 25-21, 25-15               |
| 20ª giornata - 8 febbraio 2009 PalaEvangelisti, Perugia   | Perugia        | 3 - 0 | Piacenza         | 26-24, 25-21, 25-20               |
| 21ª giornata - 15 febbraio 2009 PalaBanca, Piacenza       | Piacenza       | 0 - 3 | Trentino         | 22-25, 20-25, 23-25               |
| 22ª giornata - 22 febbraio 2009 PalaGeorge, Montichiari   | Gabeca         | 2 - 3 | Piacenza         | 25-22, 25-22, 18-25, 22-25, 11-15 |
| 23ª giornata - 1º marzo 2009 PalaBanca, Piacenza          | Piacenza       | 3 - 1 | Pineto           | 25-19, 25-23, 18-25, 25-19        |
| 24ª giornata - 8 marzo 2009 PalaWojtyla, Martina Franca   | Prisma Taranto | 3 - 0 | Piacenza         | 25-23, 25-17, 26-24               |
| 25ª giornata - 15 marzo 2009 PalaBanca, Piacenza          | Piacenza       | 3 - 2 | BluVolley Verona | 25-19, 25-20, 19-25, 23-25, 15-6  |
| 26ª giornata - 22 marzo 2009 PalaFontescodella, Macerata  | Lube           | 2 - 3 | Piacenza         | 26-24, 25-23, 22-25, 16-25, 6-15  |

#### Play-off scudetto
| Quarti di finale (gara 1) - 31 marzo 2009 PalaEvangelisti, Perugia | Perugia  | 1 - 3 | Piacenza | 25-20, 19-25, 20-25, 23-25        |
| Quarti di finale (gara 2) - 6 aprile 2009 PalaBanca, Piacenza      | Piacenza | 3 - 1 | Perugia  | 27-25, 25-19, 19-25, 25-19        |
| Quarti di finale (gara 3) - 9 aprile 2009 PalaEvangelisti, Perugia | Perugia  | 1 - 3 | Piacenza | 23-25, 18-25, 25-21, 16-25        |
| Semifinali (gara 1) - 18 aprile 2009 PalaFontescodella, Macerata   | Lube     | 3 - 0 | Piacenza | 25-22, 25-15, 25-18               |
| Semifinali (gara 2) - 21 aprile 2009 PalaBanca, Piacenza           | Piacenza | 3 - 2 | Lube     | 20-25, 25-22, 20-25, 28-26, 15-11 |
| Semifinali (gara 3) - 24 aprile 2009 PalaFontescodella, Macerata   | Lube     | 0 - 3 | Piacenza | 20-25, 20-25, 19-25               |
| Semifinali (gara 4) - 27 aprile 2009 PalaBanca, Piacenza           | Piacenza | 0 - 3 | Lube     | 23-25, 18-25, 24-26               |
| Semifinali (gara 5) - 1º maggio 2009 PalaFontescodella, Macerata   | Lube     | 2 - 3 | Piacenza | 19-25, 20-25, 25-13, 25-21, 10-15 |
| Finale (gara 1) - 4 maggio 2009 PalaTrento, Trento                 | Trentino | 3 - 2 | Piacenza | 25-18, 17-25, 21-25, 25-14, 17-15 |
| Finale (gara 2) - 7 maggio 2009 PalaBanca, Piacenza                | Piacenza | 3 - 1 | Trentino | 25-21, 25-18, 20-25, 25-15        |
| Finale (gara 3) - 10 maggio 2009 PalaTrento, Trento                | Trentino | 2 - 3 | Piacenza | 25-22, 13-25, 25-19, 23-25, 9-15  |
| Finale (gara 4) - 13 maggio 2009 PalaBanca, Piacenza               | Piacenza | 0 - 3 | Trentino | 23-25, 11-25, 24-26               |
| Finale (gara 5) - 17 maggio 2009 PalaTrento, Trento                | Trentino | 2 - 3 | Piacenza | 25-21, 25-20, 21-25, 22-25, 13-15 |

### Coppa Italia

#### Fase a eliminazione diretta
| Quarti di finale - 29 gennaio 2009 PalaBam, Mantova | Piacenza | 3 - 0 | Gabeca   | 25-23, 25-22, 25-22        |
| Semifinali - 31 gennaio 2009 PalaGalassi, Forlì     | Lube     | 3 - 1 | Piacenza | 21-25, 25-19, 25-21, 25-22 |

### Champions League

#### Fase a gironi
| 1ª giornata - 4 novembre 2008 Salle Charléty, Parigi         | Paris            | 1 - 3 | Piacenza         | 19-25, 19-25, 28-26, 20-25        |
| 2ª giornata - 11 novembre 2008 PalaBanca, Piacenza           | Piacenza         | 3 - 1 | Dynamo Apeldoorn | 18-25, 25-17, 25-17, 25-16        |
| 3ª giornata - 10 dicembre 2008 PalaBanca, Piacenza           | Piacenza         | 3 - 1 | Zenit-Kazan      | 22-25, 25-23, 25-22, 25-22        |
| 4ª giornata - 18 dicembre 2008 Baskethall, Kazan'            | Zenit-Kazan      | 3 - 2 | Piacenza         | 16-25, 26-24, 25-23, 19-25, 15-13 |
| 5ª giornata - 15 gennaio 2009 Omnisport Apeldoorn, Apeldoorn | Dynamo Apeldoorn | 2 - 3 | Piacenza         | 25-23, 25-23, 22-25, 14-25, 13-15 |
| 6ª giornata - 21 gennaio 2009 PalaBanca, Piacenza            | Piacenza         | 3 - 1 | Paris            | 26-28, 25-19, 25-19, 31-29        |

#### Fase a eliminazione diretta
| Ottavi di finale (andata) - 12 febbraio 2009 Hala Polonia, Częstochowa | Piacenza        | 2 - 3 | AZS Częstochowa | 23-25, 23-25, 25-23, 25-17, 14-16 |
| Ottavi di finale (ritorno) - 18 febbraio 2009 PalaBanca, Piacenza      | AZS Częstochowa | 3 - 0 | Piacenza        | 25-22, 25-20, 25-23               |

## Statistiche

### Statistiche di squadra
| Competizione     | Punti | In casa | In casa | In casa | In trasferta | In trasferta | In trasferta | Totale | Totale | Totale |
| Competizione     | Punti | G       | V       | P       | G            | V            | P            | G      | V      | P      |
| ---------------- | ----- | ------- | ------- | ------- | ------------ | ------------ | ------------ | ------ | ------ | ------ |
| Serie A1         | 47    | 18      | 11      | 7       | 21           | 15           | 6            | 39     | 26     | 13     |
| Coppa Italia     | -     | -       | -       | -       | -            | -            | -            | 2      | 1      | 1      |
| Champions League | 11    | 4       | 3       | 1       | 4            | 2            | 2            | 8      | 5      | 3      |
| Totale           | -     | 22      | 14      | 8       | 24           | 17           | 8            | 49     | 32     | 17     |

G = partite giocate; V = partite vinte; P = partite perse

### Statistiche dei giocatori
| Giocatore     | Serie A1 | Serie A1 | Serie A1 | Serie A1 | Serie A1 | Coppa Italia | Coppa Italia | Coppa Italia | Coppa Italia | Coppa Italia | Champions League | Champions League | Champions League | Champions League | Champions League | Totale | Totale | Totale | Totale | Totale |
| Giocatore     | P        | PT       | AV       | MV       | BV       | P            | PT           | AV           | MV           | BV           | P                | PT               | AV               | MV               | BV               | P      | PT     | AV     | MV     | BV     |
| ------------- | -------- | -------- | -------- | -------- | -------- | ------------ | ------------ | ------------ | ------------ | ------------ | ---------------- | ---------------- | ---------------- | ---------------- | ---------------- | ------ | ------ | ------ | ------ | ------ |
| N. Bjelica    | 39       | 298      | 193      | 62       | 43       | 2            | 18           | 8            | 6            | 4            | 8                | 89               | ?                | ?                | ?                | 49     | 405    | 201    | 68     | 47     |
| D. Boninfante | 30       | 20       | 8        | 2        | 6        | 2            | 0            | 0            | 0            | 0            | 7                | 5                | ?                | ?                | ?                | 39     | 25     | 8      | 2      | 6      |
| F. Boschi     | -        | -        | -        | -        | -        | -            | -            | -            | -            | -            | -                | -                | -                | -                | -                | -      | -      | -      | -      | -      |
| J. Bravo      | 33       | 306      | 247      | 31       | 28       | 1            | 2            | 2            | 0            | 0            | 6                | 70               | ?                | ?                | ?                | 40     | 378    | 249    | 31     | 28     |
| C. Dünnes     | 30       | 48       | 34       | 7        | 7        | 2            | 1            | 1            | 0            | 0            | 7                | 7                | ?                | ?                | ?                | 39     | 56     | 35     | 7      | 7      |
| G. Durante    | 39       | -        | -        | -        | -        | 2            | -            | -            | -            | -            | 8                | -                | -                | -                | -                | 49     | -      | -      | -      | -      |
| G. Falasca    | 4        | 27       | 18       | 3        | 6        | -            | -            | -            | -            | -            | -                | -                | -                | -                | -                | 4      | 27     | 18     | 3      | 6      |
| M. Grassano   | 24       | 63       | 55       | 4        | 4        | 1            | 7            | 5            | 1            | 1            | 5                | 23               | ?                | ?                | ?                | 30     | 93     | 60     | 5      | 5      |
| V. Insalata   | 36       | 45       | 30       | 10       | 5        | 1            | 0            | 0            | 0            | 0            | 3                | 24               | ?                | ?                | ?                | 40     | 69     | 30     | 10     | 5      |
| L. Marshall   | 37       | 634      | 545      | 56       | 33       | 2            | 30           | 24           | 2            | 4            | 7                | 123              | ?                | ?                | ?                | 46     | 787    | 569    | 58     | 37     |
| M. Meoni      | 38       | 40       | 3        | 34       | 3        | 2            | 3            | 3            | 0            | 0            | 8                | 16               | ?                | ?                | ?                | 48     | 59     | 6      | 34     | 3      |
| L. Ollari     | 1        | 0        | 0        | 0        | 0        | -            | -            | -            | -            | -            | -                | -                | -                | -                | -                | 1      | 0      | 0      | 0      | 0      |
| C. Pampel     | 24       | 215      | 186      | 14       | 15       | 2            | 25           | 24           | 0            | 1            | 4                | 49               | ?                | ?                | ?                | 30     | 289    | 210    | 14     | 16     |
| M. Rak        | 38       | 305      | 202      | 75       | 29       | 2            | 23           | 9            | 9            | 5            | 8                | 69               | ?                | ?                | ?                | 48     | 397    | 211    | 84     | 24     |
| M. Zingaro    | 7        | -        | -        | -        | -        | 0            | -            | -            | -            | -            | 2                | -                | -                | -                | -                | 9      | -      | -      | -      | -      |
| H. Zlatanov   | 33       | 518      | 435      | 36       | 47       | 2            | 14           | 10           | 1            | 3            | 6                | 118              | ?                | ?                | ?                | 41     | 650    | 445    | 37     | 50     |

P = presenze; PT = punti totali; AV = attacchi vincenti; MV = muri vincenti; BV = battute vincenti